# Sperrstelle Sufers

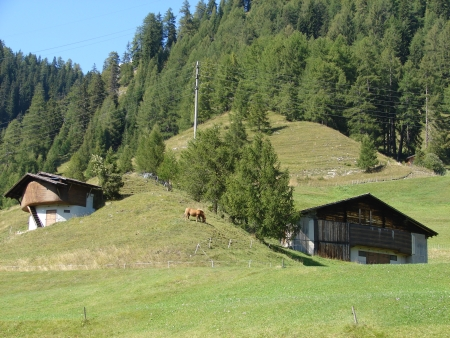
Infanteriebunker Sufers A 7838 mit Beobachtungsbunker (links)

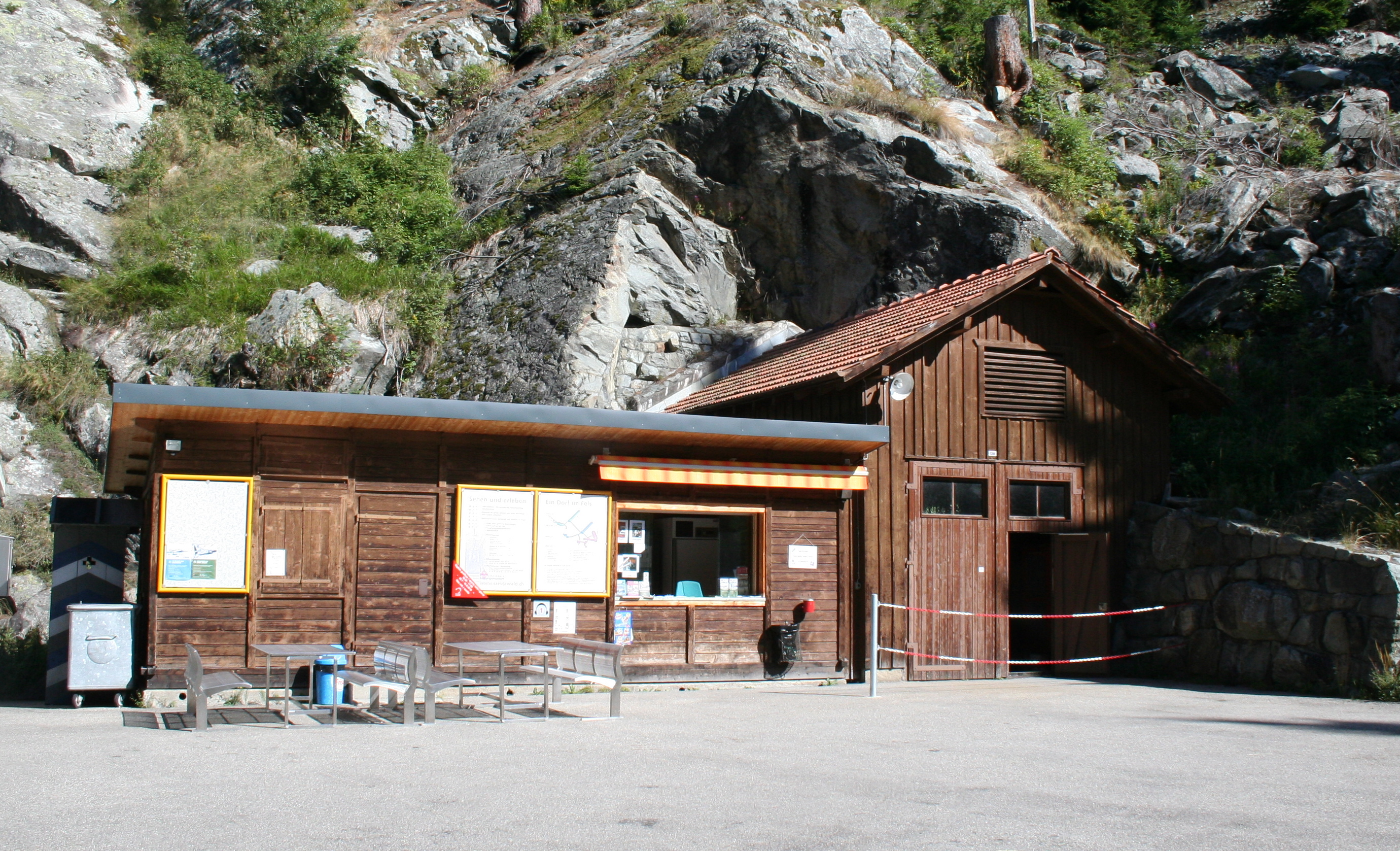
Artilleriewerk Crestawald A 7833

Die Sperrstelle Sufers/Crestawald (Armeebezeichnung Nr. 1211/1201) war eine Verteidigungsstellung der Schweizer Armee. Sie liegt nördlich und östlich von Sufers an der Strasse von Thusis über den Splügenpass nach Italien und den San-Bernardino-Pass ins Tessin.
Die Sperre wurde von 1936 bis 1941 von zivilen Unternehmen errichtet und gilt als militärhistorisches Denkmal von nationaler Bedeutung. Sie gehörte zur Gebirgsdivision 12 (Geb Div 12).

## Sperrstelle Sufers

Artilleriekanonenpark im Ersten Weltkrieg

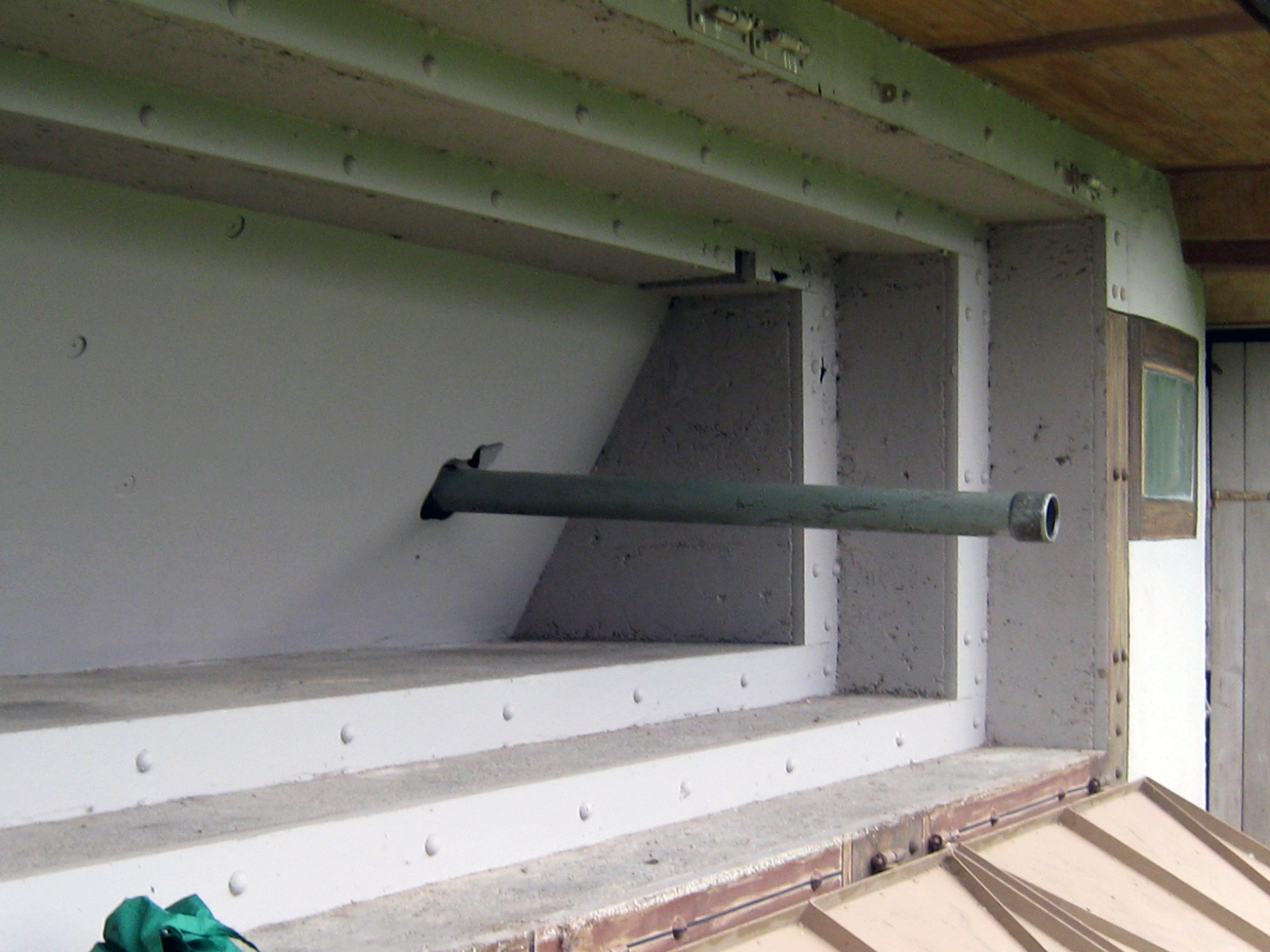
Infanteriebunker Sufers A 7838: 9-cm-Panzerabwehrkanone

Während des Ersten Weltkriegs waren auf dem Geissrücken bei Sufers Stützpunkte errichtet worden. 
Ab 1936/37 wurden Tankbarrikaden und Infanteriebunker und im Juli 1939 das Artilleriewerk Crestawald gebaut. Die Sperrstelle lag ausserhalb des Réduit. 
Die Sperrstelle Sufers bestand aus der vorgeschobenen Sperrlinie bei Sufers und der Hauptsperre im Kessel von Crestawald mit Infanteriebunker am Geissrücken sowie um den Schwarzwaldkopf östlich der 1962 errichteten Staumauer des Sufnersees. Letztere dienten der Nahverteidigung des Artilleriewerks Crestawald, während die ganze Sperre einen Angriff von Süden über den Splügenpass zu verhindern oder zu verzögern hatte.
Über dem Dorf Sufers befinden sich, als Stallscheunen getarnt, ein Infanteriebunker (A 7838) mit separatem Beobachtungsbunker. Die Schussrichtung war gegen das Gegenwerk Geissrücken West (A 7836) gerichtet. 
Das im Artilleriewerk integrierte Maschinengewehr (Mg) wirkte gegen das Werk Geissrücken Ost (A 7835). Die drei Mg in der Kaverne Schwarzwald (A 7834) konnten den gesamten Talkessel unter Feuer nehmen, nach Kriegsende erhielt es ein Gegenwerk durch ein zweites Mg im Artilleriewerk. 
Die sieben Mg bildeten zusammen mit ausgedehnten Stacheldrahthindernissen und einer Panzersperre eine geballte infanteristische Verteidigungskraft im Talkessel Crestawald (700 m Durchmesser).
- Artilleriewerk Crestawald A 7833 ⊙
- Felsenwerk Schwarzwald A 7834: Baujahr 1940, 3 Mg 51, 15 Mann  ⊙
- Felsenwerk Geissrücken-Ost A 7835: Baujahr 1940, 2 Mg 51, 12 Mann ⊙
- Felsenwerk Geissrücken-West A 7836: Baujahr 1938, 9-cm-Pak, 2 Mg 51, 15 Mann ⊙
- Unterstand Geissrücken Ost A 7837: Baujahr 1940 ⊙
- Infanteriebunker Sufers A 7838: Baujahr 1940, 9-cm-Pak, 2 Mg 51, 2 Lmg , 16 Mann ⊙
- Beobachtungsstand Sufers A 7838: Lmg ⊙
- GPH Crestawald-Römerstrasse ⊙ [4]

## Sperrstelle Via Mala

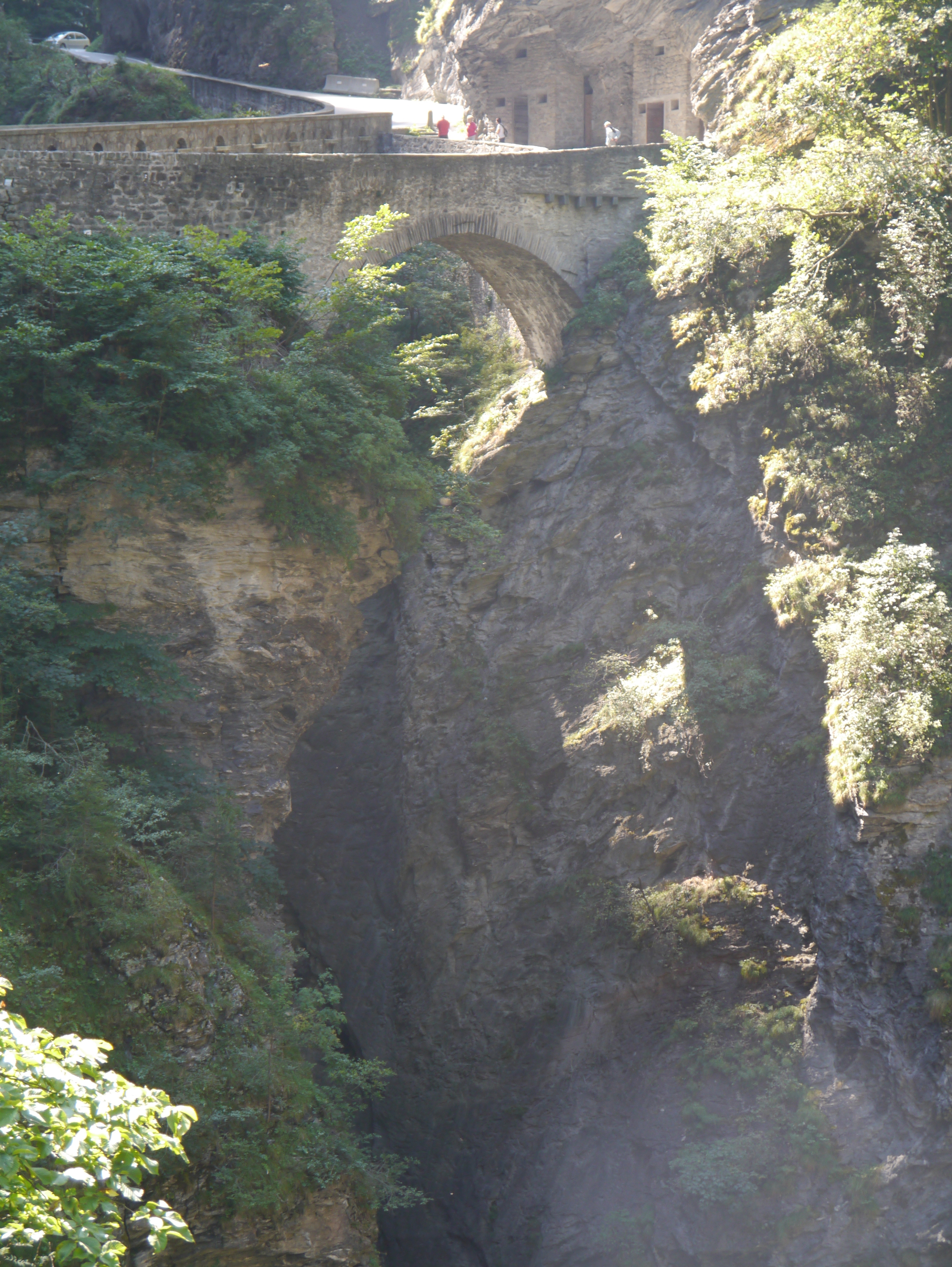
Viamalaschlucht mit Magazinstollen

Die Sperrstelle Via Mala/Reischen (Armeebezeichnung Nr. 1209, Geb Div 12) in der Viamalaschlucht war während des Zweiten Weltkriegs ein extremes Engnis («passage obligé»), die von grösseren Verbänden nicht umgangen werden konnte. Die Zündung der Sprengobjekte hätte die Schlucht für mehrere Monate für Fahrzeuge unpassierbar gemacht. 
Die Anlagen Zillis-Reischen hatten die Aufgabe, den Zugang zur Viamalaschlucht zu sperren. Die Sperre war mit zwei Mgs und einem Lmg schwach bewaffnet.
- Infanteriewerk Viamala rechts A 7810: Lmg ⊙
- Infanteriewerk Viamala links A 7811: Mg ⊙
- Infanteriewerk Viamala links oben A 7812: Panzerbunkerkanone (Pz BK), Lmg ⊙
- Infanteriewerk Reischen links A 7813: Mg ⊙
- Infanteriewerk Reischen rechts A 7814: 2 Mg ⊙
- Magazinstollen ⊙[6]
- Infanteriewerk Schyn rechts A 7806: 1 Mg		⊙
- Infanteriewerk Schyn links A 7807: 1 Mg		⊙

## Sperrstelle Rofla
Vor der Sperrstelle Rofla (auch Roffla, Armeebezeichnung Nr. 1210, Grenzbrigade 12 Gz Br 12) in der Rofflaschlucht treffen die Splügen/San Bernardino-Achse (Rheinwald) und das Seitental des Avers zusammen. Ein Angreifer, der die Sperren Maloja/Julier oder Septimer durchbrochen hätte, wäre möglicherweise vor der schwer zu durchbrechenden Sperre in der Enge von Mulegns/Mühlen bei Bivio (Julierpassstrasse) über den Stallerberg ins Averstal ausgewichen. Die Sperre Roffla musste die Hauptachse aus dem Rheinwald und die Seitenachse aus dem Avers sperren können.
Vom Hauptwerk Rofla rechts (A 7824) wirkte je ein Mg Richtung Splügenachse und Richtung Ferreratal/Avers. Eines der Maschinengewehre hätte kurzfristig durch eine Tankbüchse (Panzer-Bunker-Kanone Kaliber 2.4 cm) ersetzt werden können. Das Gegenwerk war Rofla links (A 7823).
- Infanteriewerk Rofla links A 7823: Mg, Lmg ⊙
- Infanteriewerk Rofla rechts A 7824: 2 Mg ⊙

### Teilsperre Cresta
Die Teilsperre Cresta in der Enge nördlich Aussferrera hatte die Aufgabe, einen Vorstoss in Richtung der Hauptsperre in der Roffla zu verzögern. 
Aus dem Ersten Weltkrieg sind im Bereich Cresta Schützengräben, eine betonierte Stellung und Gebäudegrundrisse von Holzunterständen sowie Stellung auf der linken Talseite oberhalb des Stausees Bärenburg.
Das Hauptwerk Cresta rechts (A 7829) war mit einem Mg, das Gegenwerk Cresta links (A 7828) mit einem Lmg bewaffnet. Die Stellung Cresta links ist im 19. Jahrhundert in ein altes Stollensystem aus der Bergbautätigkeit (Abbau von Zuschlagsstoffen für die nahegelegene Verhüttungsanlage) im Mittelalter eingebaut worden. Von einer Höhenunterkunft im Bereich Cresta aus hatte bewegliche Infanterie (mobile Minenwerfer) eine Umgehung über die östliche Talflanke zu verhindern. Die Sperre Cresta konnte auf der rechten Talseite über Ferrera-Cresta umgangen werden.
- Infanteriewerk Cresta links A 7828: Lmg ⊙
- Infanteriewerk Cresta rechts A 7829: Mg ⊙

### Teilsperre Albin
Die Teilsperre Abin im Bereich der Alp Albin hatte die Umgehung der Sperren Cresta und Rofla zu sperren und musste verhindern, dass Angreifer sich auf dem Grat von Salegn über Andeer festsetzen und von dort mit mittelschweren Waffen ins Schams und in die Roflaschlucht wirken konnten. 
Die Sperre bestand aus drei Felskavernen: das Hauptwerk Bagnusch (A 7820) und die Gegenwerke Alp Albin-Stafel (A7821) und Albin oben (A 7822). Die Umgehung des Hauptwerkes wurde von beweglicher Infanterie (Höhenunterkunft bei Tarvantastg) verhindert.
Auf dem Grat von Salegn sind ausgedehnte Schützengrabensysteme und eine Kanonenstellung aus dem Ersten Weltkrieg erhalten.
- Infanteriewerk Bagnusch A 7820: Mg ⊙
- Infanteriewerk Albin-Stafel A 7821: Mg ⊙
- Infanteriewerk Albin oben A 7822: Mg ⊙ [11]

## Sperrstelle Splügen

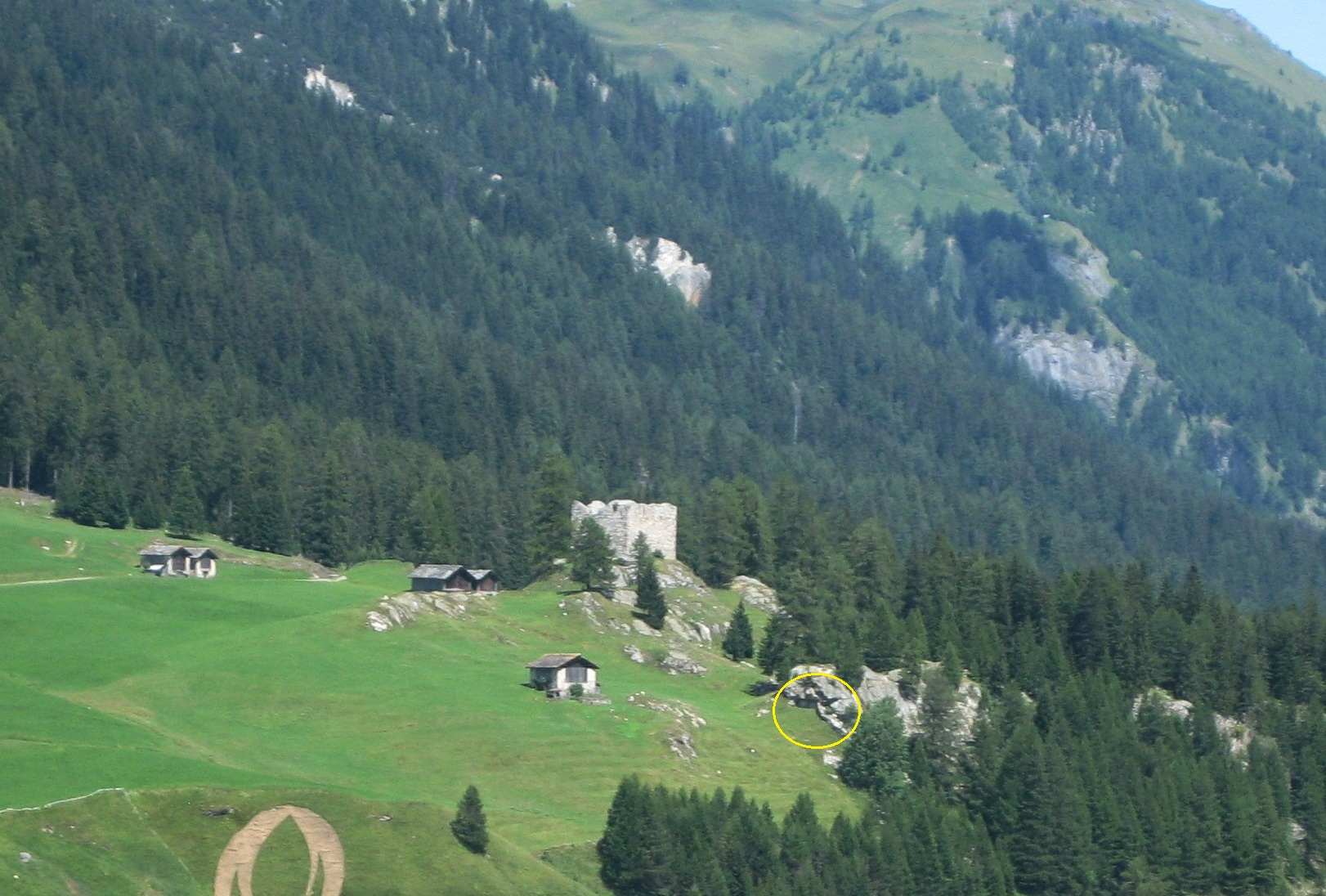
Felsenwerk Burg A 7848

Die Sperrstelle Splügen Dorf (Armeebezeichnung Nr. 1212, Gz Br 12) war die vorderste feste Verteidigungslinie gegen einen Vorstoss über den Splügenpass. Sie musste den Vorstoss Richtung Sufers/Crestawald verzögern und ein Ausweichen des Gegners Richtung Safierberg verhindern. 
Das Hauptwerk (A 7848) befindet sich im Felskopf unter der Burg Splügen. Als Gegenwerk wirkte eine Lmg-Stellung (A 7853) im Keller eines bestehenden Oekonomiegebäudes am östlichen Dorfrand von Splügen. Eine Mg-Stellung (A 7849) befand sich im Pratigiana-Stall auf der anderen Strassenseite. Sie wirkte gegen die Rheinbrücke der Splügenpass-Strasse. 
Bereits liquidierte Lmg-Stellungen befanden sich im oberen Dorfteil im Bereich des Stutzbaches und sperrten den Zugang zum Safierberg.
- Felsenwerk Burg A 7848: 2 Mg, 8 Mann ⊙
- Lmg-Stand Pratigianastall Ost A 7849: Lmg, in Haus integriert ⊙
- Lmg-Stand Bodenhausstall West A 7850: Lmg, in Haus integriert ⊙
- Lmg-Stand Haus Sprecher Ost A 7853: Lmg, in Haus integriert ⊙[12]

## Sperrstelle Safierberg

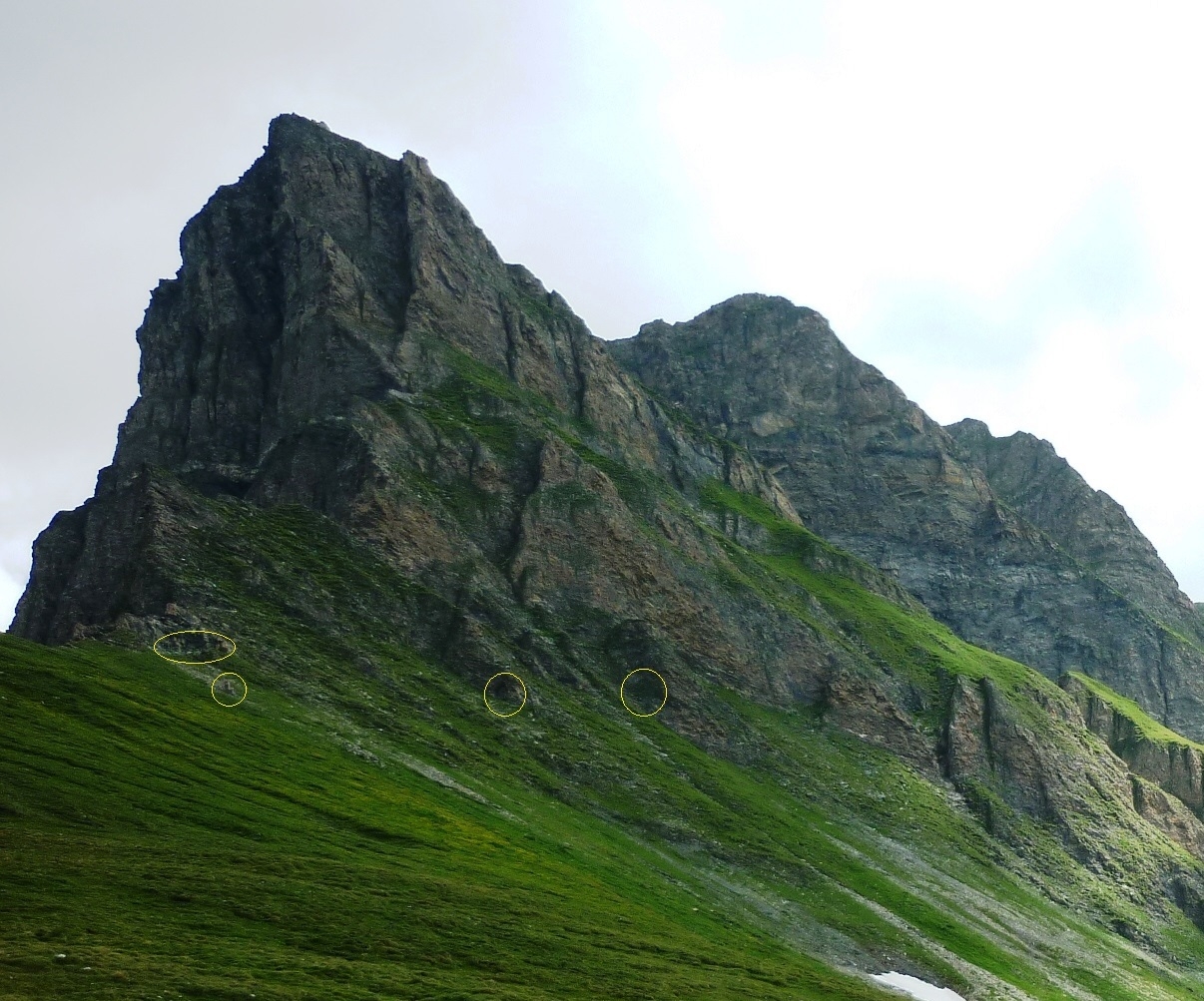
Felsenwerk Safierberg A 7855

Die Sperrstelle Safierberg (Armeebezeichnung Nr. 1282) musste einen Vorstoss eines bei der Sperrstelle Splügen durchgebrochenen Gegners Richtung Safiental verhindern.
- Felsenwerk Safierberg A 7855: Lmg ⊙
- Infanteriebunker Safierberg West  A 7856: Mg ⊙
- Für den Materialtransport wurde vom Talboden bis zum Safierberg die 1,4 Kilometer lange Militärseilbahn MSB103 erstellt.[13]

## Sperrstelle Dös
Die Sperrstelle Dös (Nr. 1283) hatte die Umgehung der Sperren von Sufers, Crestawald und Roffla ins Steilertal, über die Alperschällillücke ins Safiental oder mit einem Vorstoss über die Forcletta digl Lai Grond via Schamserberg ins Schams zu verhindern.
- Felsenwerk Dös links A 7843: 1 Lmg ⊙
- Felsenwerk Dös rechts A 7842: 1 Mg ⊙

## Festungsmuseum Crestawald
Die Artilleriefestung Crestawald bei Sufers ist heute ein militärhistorisches Museum. Gezeigt werden die originalen Bunkeranlagen und die Artilleriegeschütze aus der Zeit des Zweiten Weltkriegs sowie Sonderausstellungen zu militärhistorischen Themen.